# Гуревич Мануїл Захарович

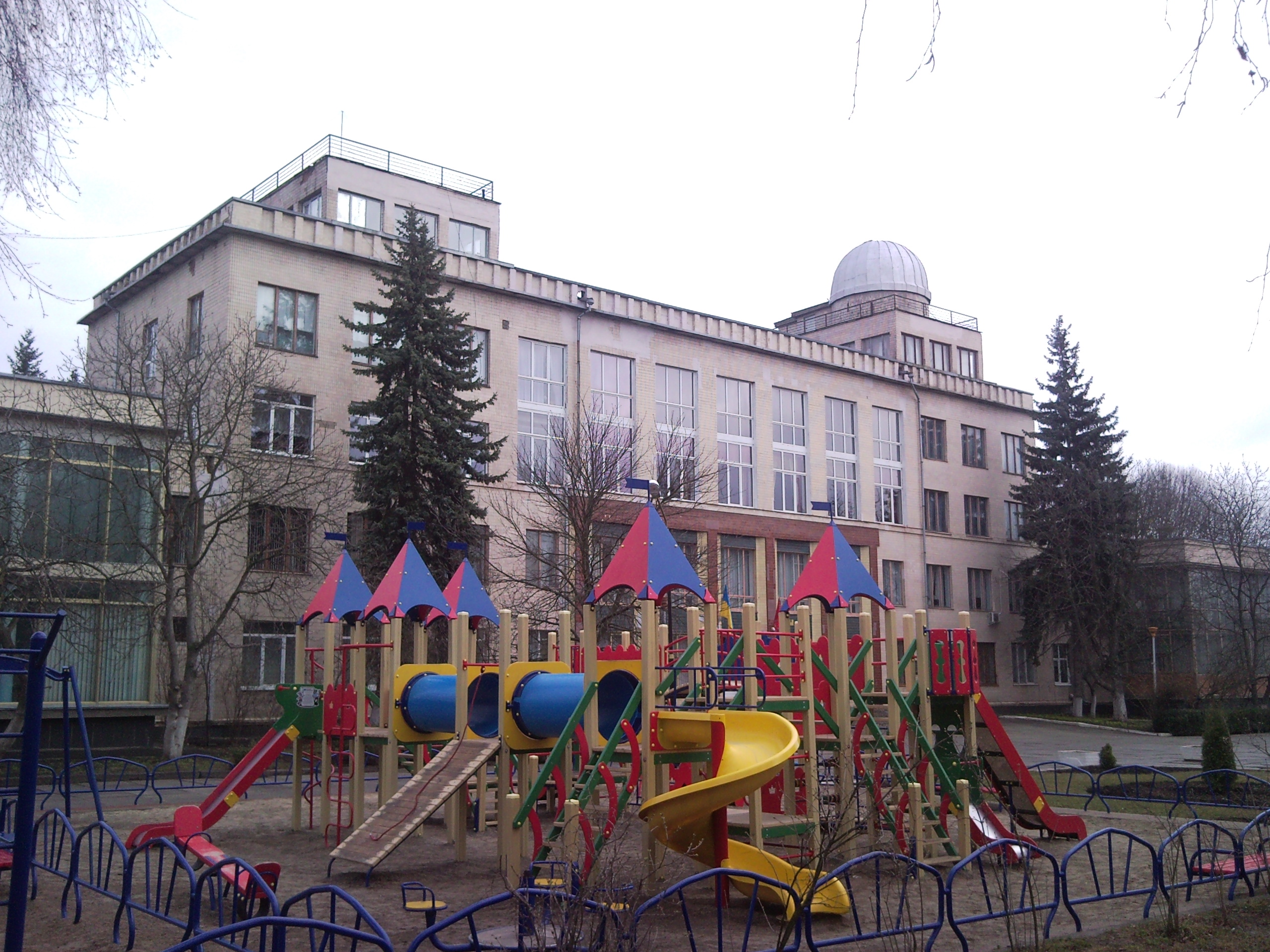
Палац дітей та юнацтва (колишній Палац піонерів) у Вінниці за адресою: Хмельницьке шосе, 22

 Гуре́вич Мануї́л Заха́рович (* 1917 — †1986) — радянський український архітектор.

## Біографія
У 1941 р. закінчив Одеський інститут інженерів цивільного і комунального будівництва. З 1946 р. працював у проектних інститутах м. Вінниці (Облколгоспроект, філія «Діпроцивільпроект»).

У Вінниці за його проектами збудовано:
- Житловий будинок з магазином (1955–1956);
- Дитяча лікарня (1953–1956);
- Палац піонерів (переробка типового проекту, 1965–1967);
- 9-ти поверховий житловий будинок для малосімейних (1974–1981);
- Проект забудови кварталу № 400-401 мікрорайону «Вишенька» (1961–1967).